# Villa Rides
Villa Rides (bra Villa, o Caudilho) é um filme estadunidense de 1968, dos gêneros guerra, faroeste e biográfico, dirigido por Buzz Kulik com roteiro de Robert Towne e Sam Peckinpah baseado no livro biográfico Pancho Villa, de William Douglas Lansford.

## Elenco
- Yul Brynner ... Pancho Villa
- Robert Mitchum ... Lee Arnold
- Maria Grazia Buccella ... Fina
- Charles Bronson ... Rodolfo Fierro
- Herbert Lom ... gen. Victoriano Huerta
- Robert Viharo ... Urbina
- Frank Wolff ... Ramirez
- Alexander Knox ... presidente Francisco Madero
- Diana Lorys ... Emilita
- Jill Ireland ... moça do restaurante

## Sinopse
Durante a Revolução Mexicana, o aviador americano Lee Arnold cruza a fronteira e transporta armas para rebeldes do Exército Mexicano (chamados no filme de "Colorados") pilotando um avião emprestado. Na aterrissagem, o avião é avariado e ele vai até um povoado mexicano em busca de ajuda após entregar as armas. Fica amigo do ferreiro e toma a filha dele, Fina, como amante. Pouco antes de partir, os Colorados invadem o povoado e enforcam o ferreiro e outros por ajudarem Pancho Villa, o que revolta Lee. Villa e seus homens aparecem e expulsam os rebeldes. Lee fica prisioneiro e seria morto por vender armas aos Colorados mas faz um acordo com Villa e passa a ajudá-lo em suas operações, pilotando o avião. Villa continua a vencer os inimigos em várias batalhas mas seu aliado e superior, o General Huerta, planeja traí-lo e tomar o poder do México, assassinando o Presidente Madero.